# Edgar & Ellen
Edgar & Ellen é o título de uma série de livros para crianças do escritor estadunidense Charles Ogden, publicado desde 2003.

## Livros
- Rare Beasts 2003 ISBN 1-58246-110-4
- Tourist Trap 2004 ISBN 1-58246-111-2
- Under Town 2004 ISBN 1-58246-126-0
- Pet's Revenge 2006 ISBN 1-4169-1408-0
- High Wire 2006 ISBN 1-4169-1500-1
- Nod's Limbs 2007 ISBN 1-4169-1501-X
- Mischief Manual 2007 ISBN 1-4169-3935-0
- Hot Air 2008 ISBN 1-4169-3935-0
- Hair'em, Scar'em
- Frost Bites 2008

## Televisão
A série de televisão homónima estreou no canal a cabo Nicktoons Network em 7 de outubro de 2007. Atualmente faz parte da programação da televisão por assinatura Cartoon Network.